# Samuel Colt
Samuel Colt (Hartford, 19 luglio 1814 – Hartford, 10 gennaio 1862) è stato un inventore e imprenditore statunitense.

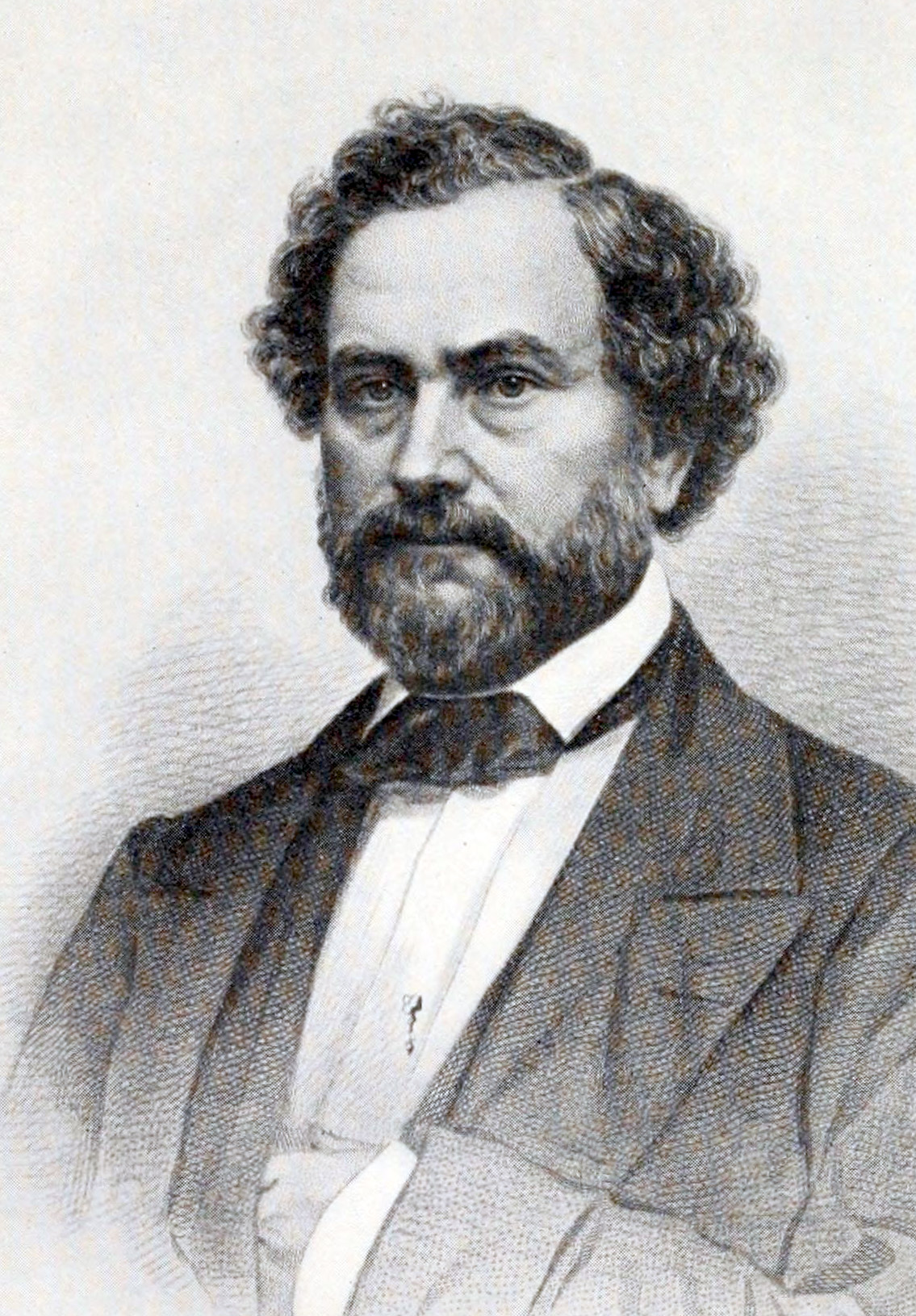
Samuel Colt

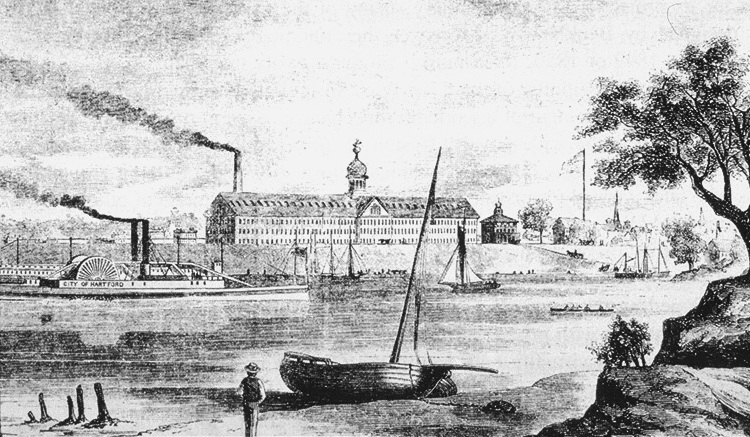
La fabbrica di Colt, sulla riva del fiume Connecticut, in una stampa del 1857

È stato il fondatore della Colt's Patent Fire-Arms Manufacturing Company, l'azienda che commercializzò il modello di rivoltella che porta il suo nome.

## Biografia

### Origini e formazione

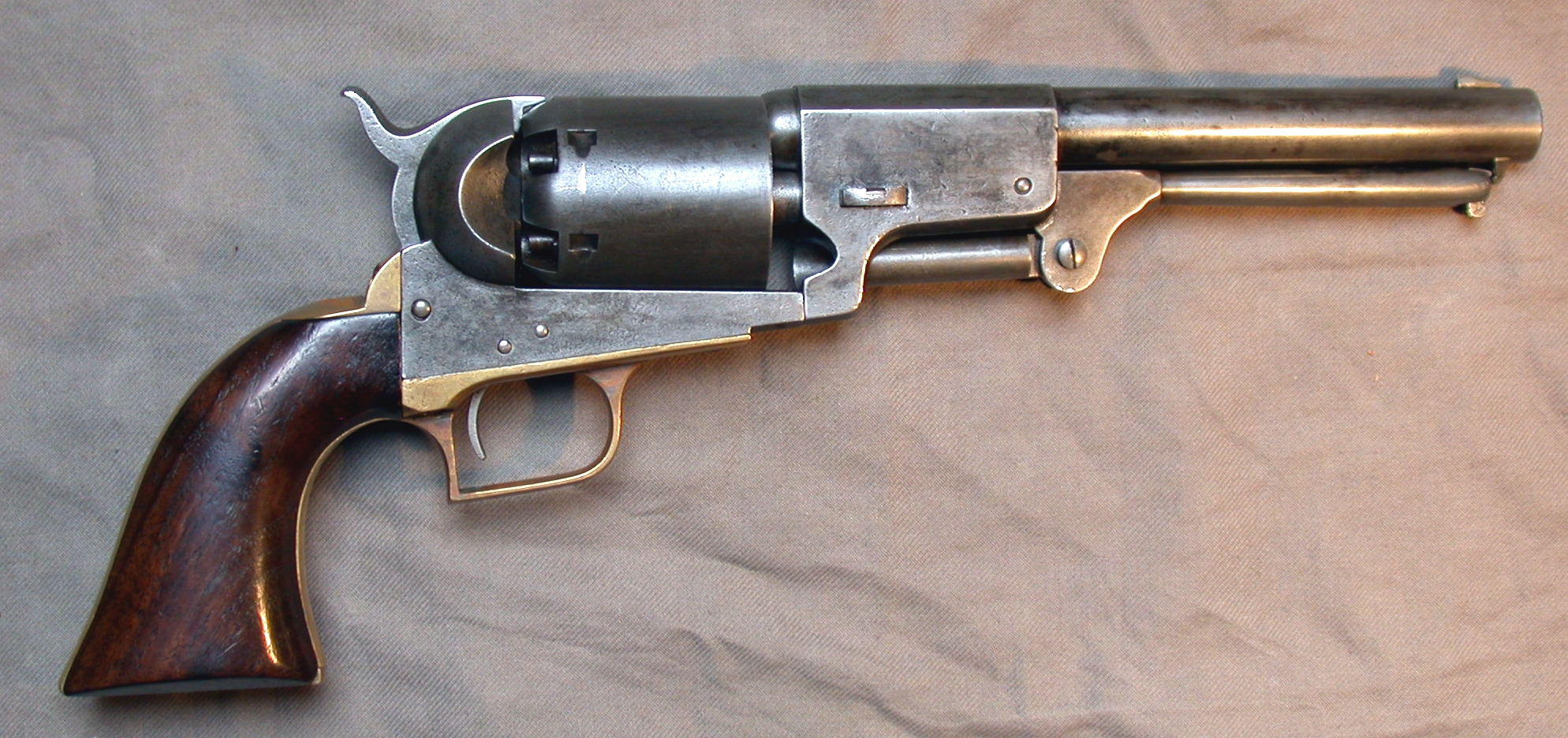
Rivoltella Colt mod. Dragoon, del 1848

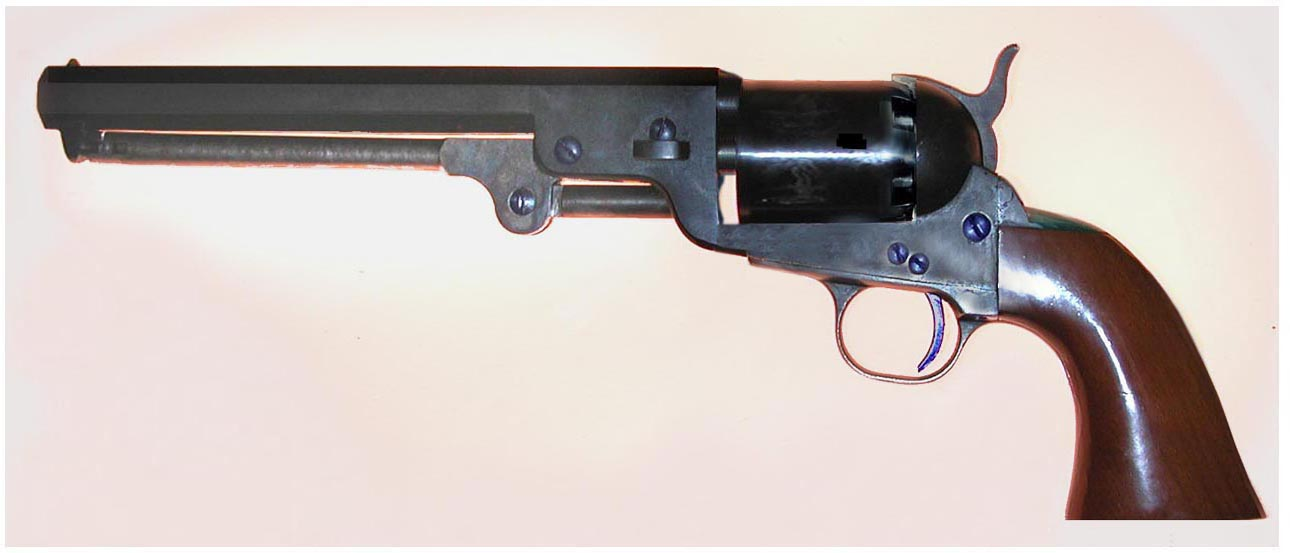
Rivoltella Colt mod. Navy, del 1851

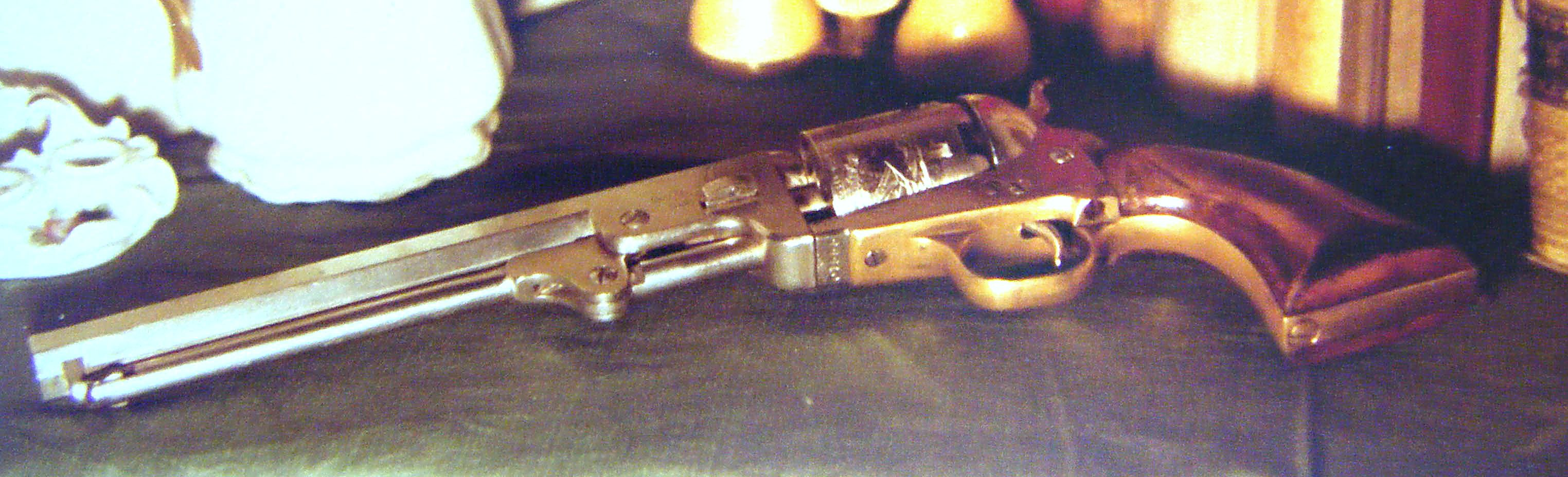
Colt Navy placcata in argento

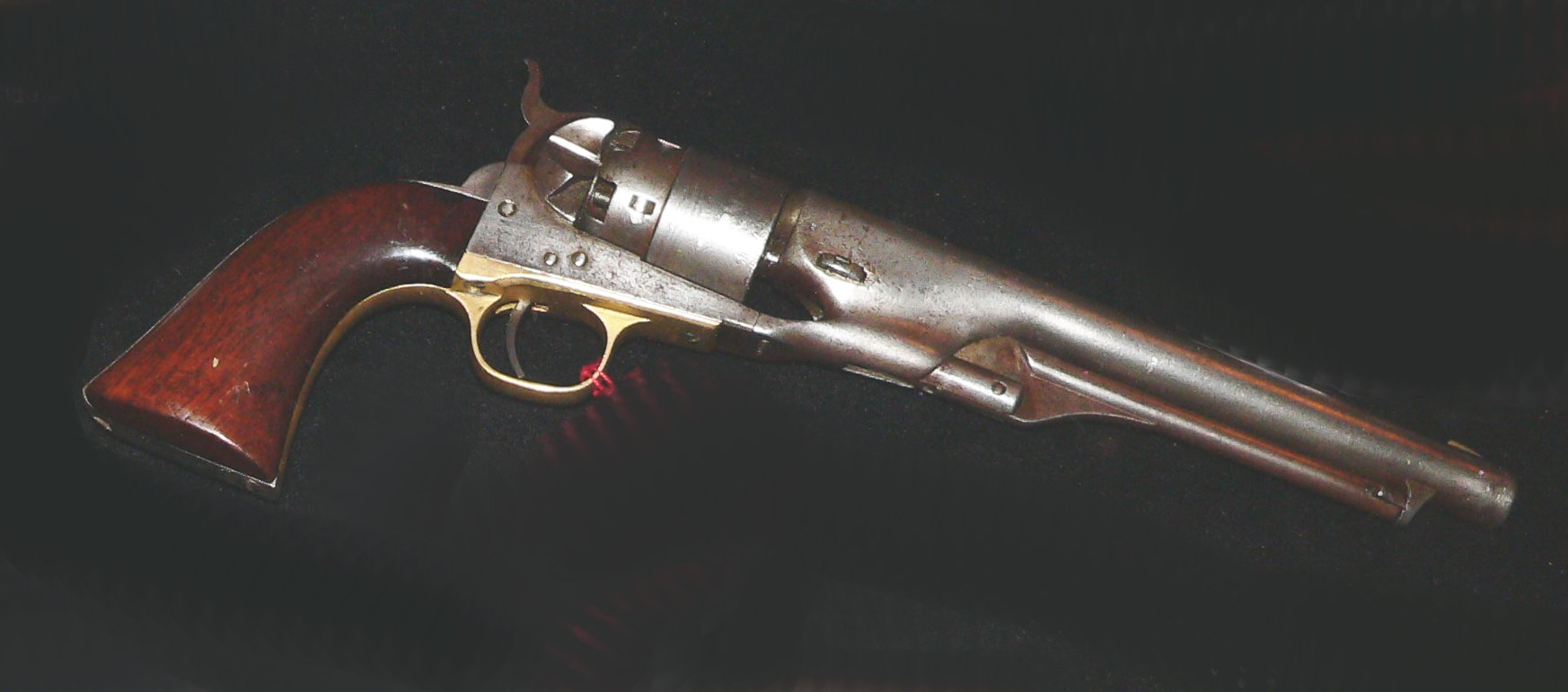
Una rivoltella Colt mod. Army del 1860

Figlio di Christopher Colt, agricoltore del Connecticut trasferitosi per affari ad Hartford, Colt rimase orfano della madre Sarah Caldwell quando aveva appena due anni. Aveva tre fratelli e tre sorelle; due di esse morirono durante l'infanzia e la terza sarebbe poi morta anni dopo suicida. Il padre si risposò con Olive Sargeant la madre adottiva quando Samuel aveva quattro anni.

### L'interesse per le armi
Si appassionò all'uso delle armi quando era ancora molto giovane e sviluppò un proprio modello quando lavorava nell'azienda di Ely Whitney, imprenditore di New Haven, che aveva impiantato nella cittadina del Connecticut una fabbrica di pistole. I moderni metodi di lavoro di Whitney furono imitati da altri che svilupparono nel resto dello Stato le industrie di armi da fuoco.

### L'attività imprenditoriale
Fu nella fabbrica di Whitney, nel 1835, che Colt sviluppò la pistola che da lui ha preso il nome sebbene l'idea gli fosse venuta 4 anni prima, all'età di 17 anni, mentre osservava il funzionamento della ruota del timone sul brigantino Corvo, dove si era imbarcato.
Il 25 febbraio 1836 fece brevettare il nuovo modello di rivoltella ad avancarica del tamburo, la cui caratteristica principale (rispetto ai precedenti modelli a rotazione detti "pepperbox") era costituita dal fatto che il fascio di canne era ridotto ad un corto cilindro (il tamburo, appunto) il quale, ruotando intorno al suo asse, presentava la camera contenente la carica da sparare di fronte ad una sola canna.
Grazie al denaro che era riuscito a guadagnare, intanto, con varie attività (tra le quali alcune conferenze sull'uso del "gas esilarante"), Colt aprì nello stesso anno una sua officina a Paterson da cui uscì il modello che portava questo nome, appunto mod. "Paterson".

### Gli ultimi anni e la morte
La prima fornitura al governo degli Stati Uniti sarebbe avvenuta però solo dieci anni dopo, il 4 gennaio 1847 con il modello "Walker", arma di grandi dimensioni ed in calibro .44. Morì nel 1862 e fu sepolto nel Cimitero di Cedar Hill ad Hartford, Connecticut.

## L'opera
Il suo contributo all'evoluzione dell'industria delle armi è stato definito dallo storico James E. Serven come "un evento che ha indirizzato lo sviluppo dell'industria delle armi da fuoco negli Stati Uniti".
Dotato di particolare ingegno nella meccanica e di notevoli capacità imprenditoriali, Samuel Colt fu il primo a riuscire nel tentativo di produrre armi in serie e con parti tra loro facilmente intercambiabili. Le sue armi hanno avuto un'enorme popolarità, soprattutto negli USA, insieme alle carabine e fucili Winchester a ripetizione manuale ("a leva") che, dal 1866 in poi, divennero i protagonisti della colonizzazione dell'ovest americano. La Colt's Manufacturing Company è azienda ancora oggi leader nella produzione mondiale di armi leggere e in passato ha orientato in maniera determinante la ricerca e la produzione nel settore dei proiettili leggeri.

## Prodotti famosi
Ad eccezione della "Sidehammer" (una piccola pistola da tasca a telaio chiuso, generalmente in calibro .31, dal cui schema furono derivati anche vari fucili e carabine), tutti i modelli di rivoltelle prodotte mentre l'inventore era ancora in vita ebbero il telaio aperto (sprovvisto cioè della bindella superiore). Esempi tipici, oltre alla già citata "Walker", sono la mod. "Dragoon" (anch'essa di grandi dimensioni, solo di poco inferiori a quelle della Walker, ed in calibro .44), la "Pocket" (arma da tasca in calibro .31) e la "Navy", tutte ad avancarica del tamburo e con struttura simile. Solo successivamente, dopo la morte di Colt e con la diffusione della cartuccia metallica, la fabbrica mise in produzione modelli a telaio chiuso assai più robusti, sull'esempio delle concorrenti Remington Arms e Adams.
Fra i modelli più importanti prodotti dalla Colt figura la rivoltella Single Action Army del 1873, che fu insieme alla carabina Winchester una delle armi tipiche del Far west, e tra quelli più recenti la pistola Colt M1911, arma semiautomatica d'ordinanza dell'Esercito americano dal 1911 al 1985, quando venne sostituita dalla italiana Beretta M9.
Entrambi questi modelli risultano i più copiati e clonati a livello mondiale da altre ditte e artigiani, pistole derivate o clonate dal modello 1911 sono ad oggi tra le più vincenti nelle competizioni mondiali di tiro combat e preferite con allestimenti speciali da reparti speciali sia militari che di polizia. Mentre i cloni dei revolver Navy, 1873 e Bisley sono i più utilizzati in gare in stile film western e rievocazioni storiche.- Tra le altre pistole più note del marchio Colt figurano le rivoltelle Colt Detective Special (calibro 38 Special) di piccole dimensioni e del più massiccio Colt Python (calibro 357 magnum) considerato a oltre 50 anni dalla nascita una delle armi da fuoco più potenti al mondo.

## Il coinvolgimento nella spedizione dei Mille in Italia
In occasione dell'impresa dei Mille, Samuel Colt inviò in dono a Giuseppe Garibaldi 100 armi da fuoco che comprendevano rivoltelle e carabine. Garibaldi, soddisfatto delle armi ricevute, acquistò 23.500 moschetti al costo di circa 160.000 dollari. Una delle rivoltelle fornite, assegnata al colonnello Giuseppe Missori, salvò la vita all'eroe dei due mondi, durante la battaglia di Milazzo.
(Lettera di ringraziamento di Giuseppe Garibaldi a Samuel Colt,
riportata in Le Colt di Garibaldi di Enrico Arrigoni, Milano, Il grifo, 2000)

## Nella cultura di massa
Samuel Colt gioca un ruolo importante nella serie televisiva Supernatural in quanto è l'inventore di una pistola in grado di uccidere ogni essere sovrannaturale; viene inoltre indicato come uno dei primissimi e migliori cacciatori di esseri malvagi.
Come descritto dalla citazione nell'incipit e dall'immagine di Wikimedia Commons in copertina, fu iniziato al massimo grado della Massoneria.